# Barbus alluaudi
Barbus alluaudi е вид лъчеперка от семейство Шаранови (Cyprinidae). Видът е уязвим и сериозно застрашен от изчезване.

## Разпространение
Разпространен е в Уганда.

## Описание
На дължина достигат до 19,8 cm.